# Baraty
Baraty (Russisch: Бараты) is een plaats (posjolok) in het district Selenginski in het zuiden van de Russische autonome republiek Boerjatië, gelegen aan de westelijke oever van het Goesinojemeer aan een spoorlijn tussen de stad Goesinoozjorsk (15 km) in het noorden en de plaats Goesinoje Ozero (17 km) in het zuiden.
De naam Baraty is een verbastering van het Boerjatische boroo(n) ("regen") / borootoj ("regenachtig") en betekent "regenachtige plek".